# Фаэтон (планета)
Фаэто́н, или планета Ольберса, — гипотетическая планета, которая существовала ранее между Марсом и Юпитером, а затем распалась и образовала пояс астероидов.

## История поисков
В XVIII веке астрономы Тициус и Боде обнаружили, что расстояния известных тогда планет от Солнца подчиняются закону геометрической прогрессии (эта закономерность была названа правилом Тициуса — Боде). Однако в этой последовательности было одно «незанятое» место — отсутствовала планета, которая должна была находиться между Марсом и Юпитером, на расстоянии примерно 2,8 астрономических единицы от Солнца.

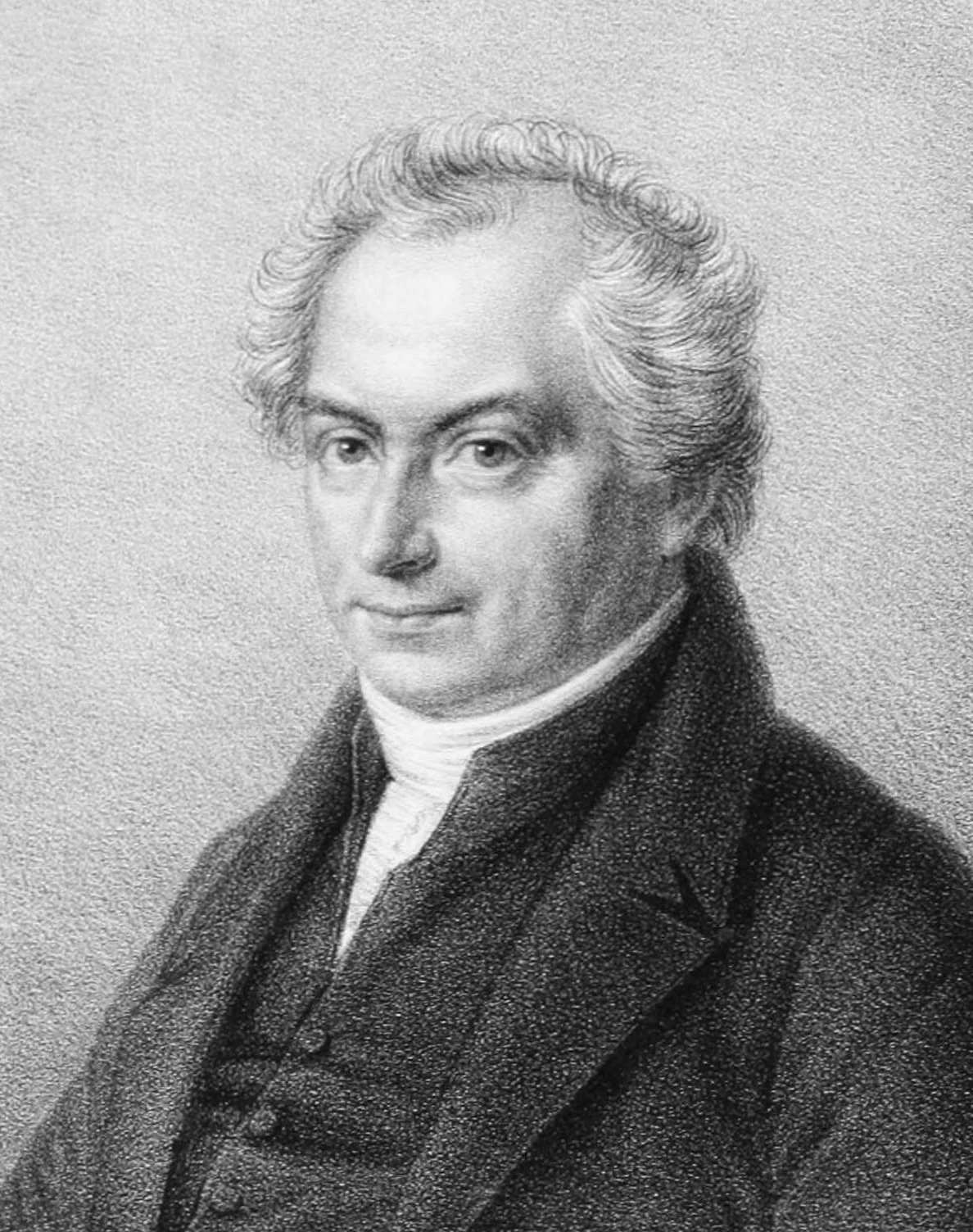
Генрих Ольберс

В 1781 году был открыт Уран, на расстоянии, почти точно совпадающем с предсказанным по правилу Тициуса — Боде. После этого были начаты поиски недостающей планеты. Для этого была образована группа из 24 астрономов, которая получила известность в прессе как «Отряд небесной полиции». В 1801 году итальянский астроном Джузеппе Пьяцци действительно открыл карликовую планету на нужной орбите (Цереру), однако она оказалась очень маленькой. В 1802 году Генрих Ольберс открыл ещё один астероид на близкой орбите (Палладу).
После этого Ольберс предположил, что эти малые планеты являются обломками ранее существовавшей крупной планеты. Поскольку обломки планеты, согласно законам небесной механики, должны проходить через ту точку, где планета распалась, то, произведя расчёты, Ольберс высказал предположения, где можно искать новые астероиды. В 1804 году в предсказанном им месте была открыта Юнона, а в 1807 году сам Ольберс открыл Весту. В дальнейшем был обнаружен целый пояс астероидов, который расположен как раз там, где должна была находиться гипотетическая планета.
В XX веке была распространена идея (более в контексте фантазий и литературы, нежели в научных кругах), что планета разрушилась под воздействием мощной гравитации Юпитера или в результате некой иной катастрофы. Более поздние исследования опровергают эту гипотезу. Суммарная масса пояса астероидов составляет лишь 4 % массы Луны, то есть около 0,05 % массы Земли. Современный взгляд на вопрос заключается в том, что Фаэтон не был разрушен, а изначально не смог сформироваться, поскольку в этой области из-за сильных гравитационных возмущений невозможно формирование крупных планет. Кроме того существенные различия химического состава астероидов также исключают возможность их происхождения из одного тела.
Также в истории поисков Фаэтона присутствует логическое упущение: учёные долгое время отталкивались от идеи, что орбита, на которой должно находиться космическое тело, пустует. Но это не верно: это место на орбите занимает карликовая планета Церера, имеющая средний диаметр 927 км. Правило Тициуса — Боде не регламентирует размеры космических тел в очередности. Поэтому можно заключить, что никакого пробела в ряду изначально не было.

## В культуре
В 1960 году Георгием Мартыновым была написана повесть «Наследство фаэтонцев», завершающая его трилогию «Звездоплаватели». В этой повести рассказывается про космический корабль, созданный фаэтонцами (случайно обнаруженный земными космонавтами на Венере), во многом превосходящий земные технологии того времени. В ходе развития сюжетных линий земляне обнаруживают сокровищницу знаний, заложенных фаэтонцами на Земле в надежде, что люди, развившие свою цивилизацию до космических полётов, смогут ею воспользоваться.
В 1972 году режиссёром Василием Ливановым был создан короткометражный научно-мифологический мультфильм-гипотеза «Фаэтон — сын солнца», основанный на отчасти ошибочных, отчасти гипотетических представлениях об этой планете того времени. В мультфильме в занимательной форме переплетены несколько сюжетных линий: легенда древних греков о Фаэтоне, полёт космонавтов далёкого будущего на гигантском космическом корабле «Фаэтон-1» к самому крупному объекту пояса астероидов — Церере, современные мифы уфологов о посещении инопланетянами (возможно, жителями Фаэтона) древней Земли в Каменном веке.
В 1974 году был опубликован Роман Александра Казанцева «Фаэты». В нём рассказывается о разумных жителях Фаэтона, разрушении ими своей планеты вследствие атомной войны и заселении Земли выжившими выходцами с Фаэтона.
В повести Д. В. Евдокимова «Ищите нас в космосе» Фаэтон в результате конфликта его обитателей оказался расколот на части, одна из которых с немногими выжившими была выброшена на окраину Солнечной системы и стала планетой Плутон.
В научно-фантастическом фильме «Петля Ориона» 1980 года космонавты космолёта «Фаэтон», исследуя аномалию на краю Солнечной системы, вступают в контакт с посланцами неизвестной инопланетной цивилизации, жившими на Фаэтоне.
В 1982 году увидел свет научно-фантастический роман «Фаэтон» Михаила Чернолусского. Случайные попутчики, возвращающиеся с юга, оказываются в параллельном пространстве и сталкиваются с загадочной цивилизацией фаэтов.